# Hammarbyhöjden (tunnelbanestation)
Hammarbyhöjden är en station inom Stockholms tunnelbana, T-bana 1 (gröna linjen) belägen i stadsdelen Hammarbyhöjden i Söderort inom Stockholms kommun.
Det är en ovanjordsstation med två biljetthallar. Den västra har entré från gångvägen mellan Finn Malmgrens plan och Tidaholmsplan. Den östra har entré från Ulricehamnsvägen.
Stationen ligger 3,8 kilometer från Slussen och togs i bruk den 17 april 1958. 
Stationens konstnärliga utsmyckning är unik i det faktum att tillsammans med T-Centralen är det den enda utsmyckningen på gröna linjen som invigdes samtidigt som stationen. Konstverket är tunnelbanans minsta och består av en dekor i teglet. Dekoren föreställer en bock och är 30×40 cm stort. Från början var den placerad vid biljetthallens utgång i hörnet mot Ulricehamnsvägen. När stationen byggdes om år 2003 placerades den bredvid tunnelbanespärrens biljettkur.

## Galleri

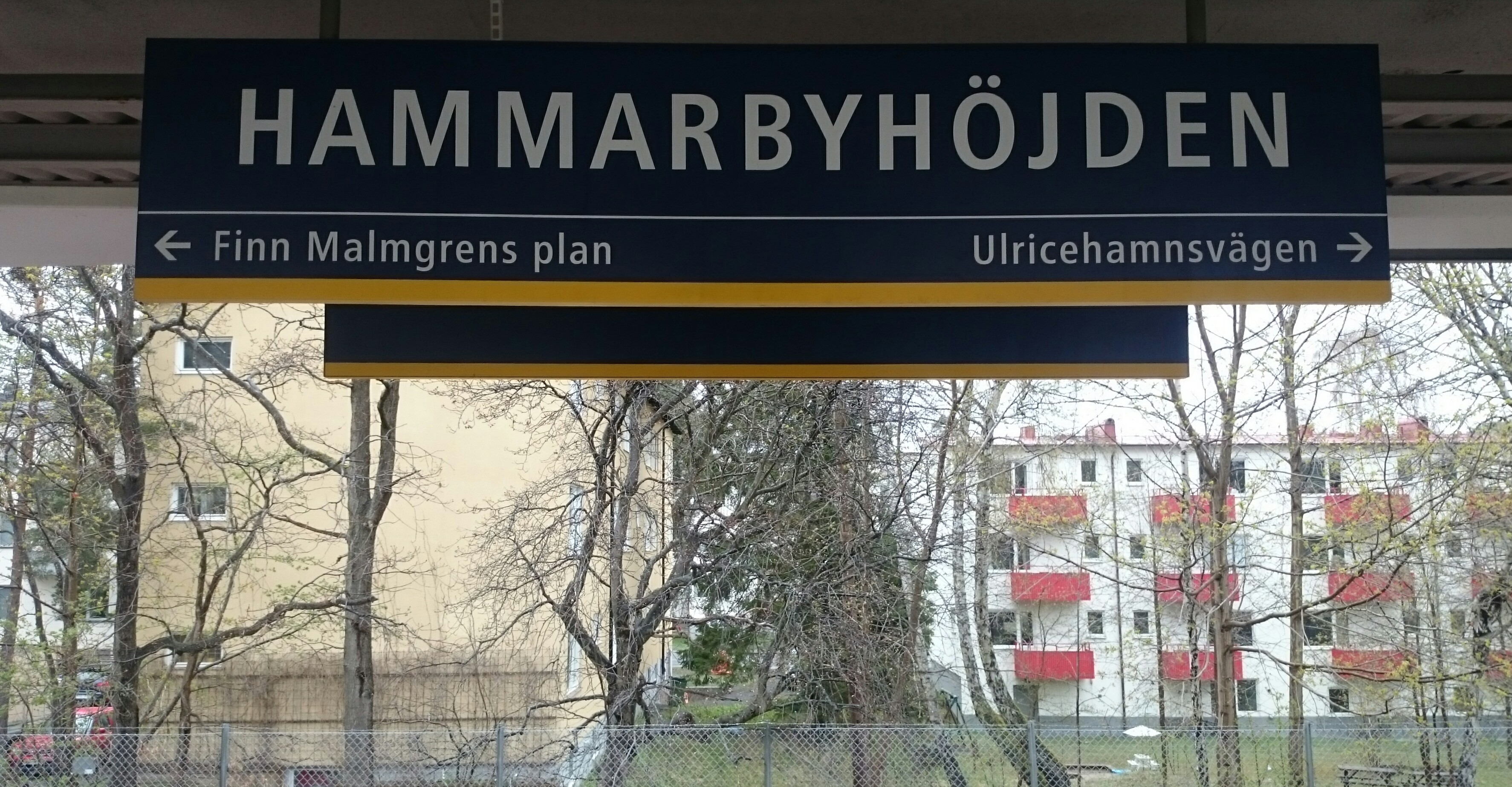
Stationsskylt
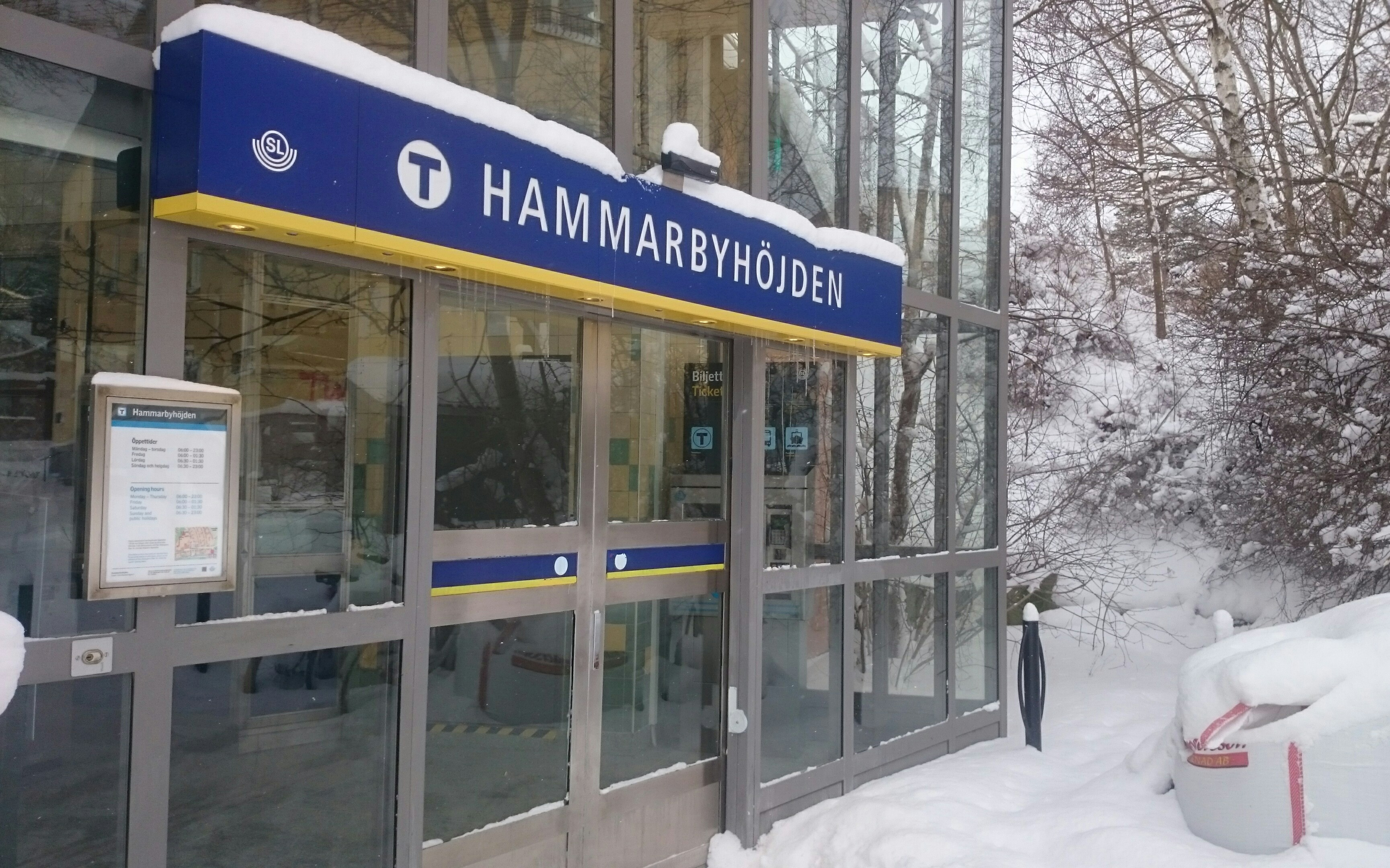
Stationséntre, februari 2018.
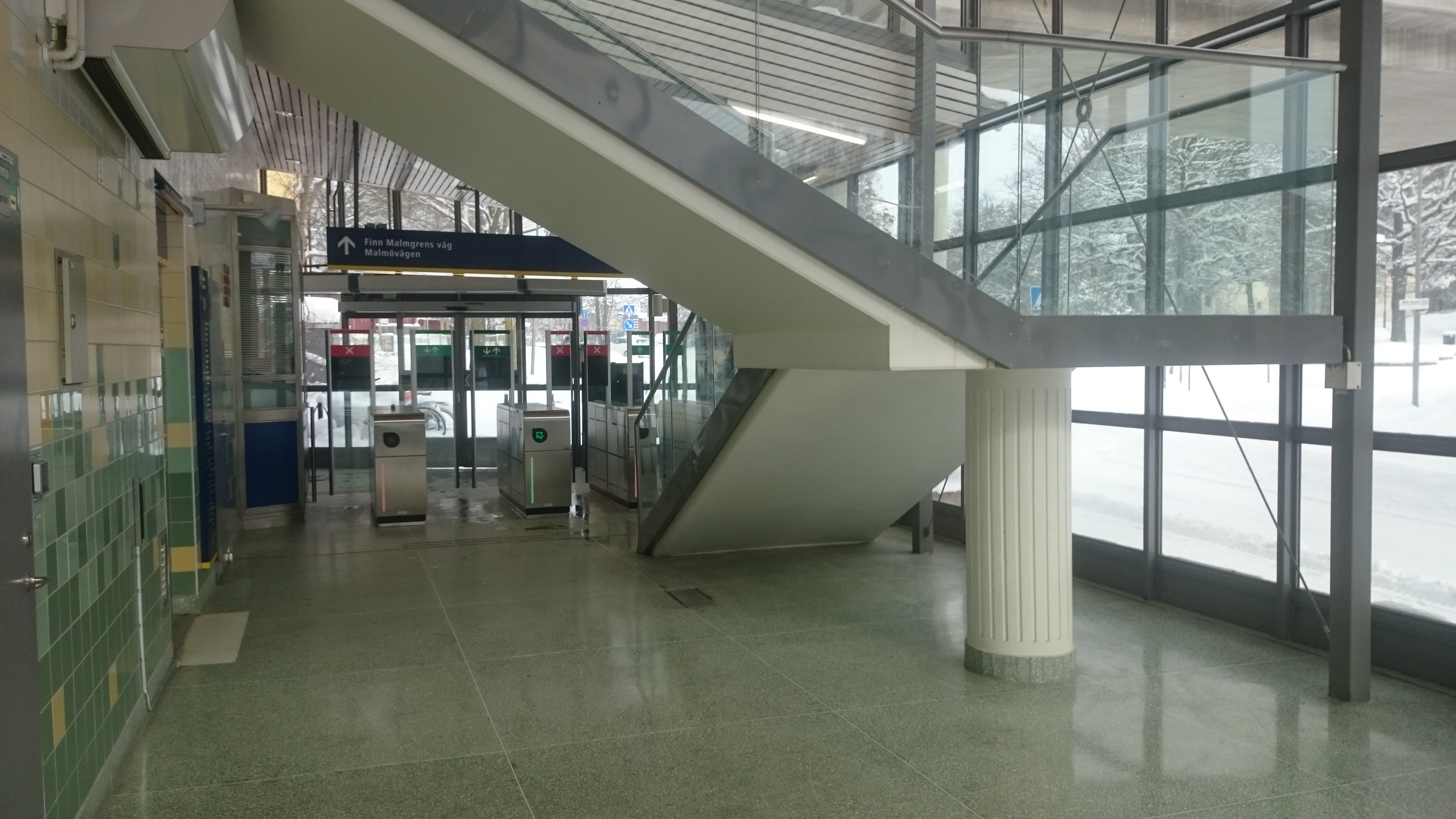
Stationshus Ulricehamnsvägen.
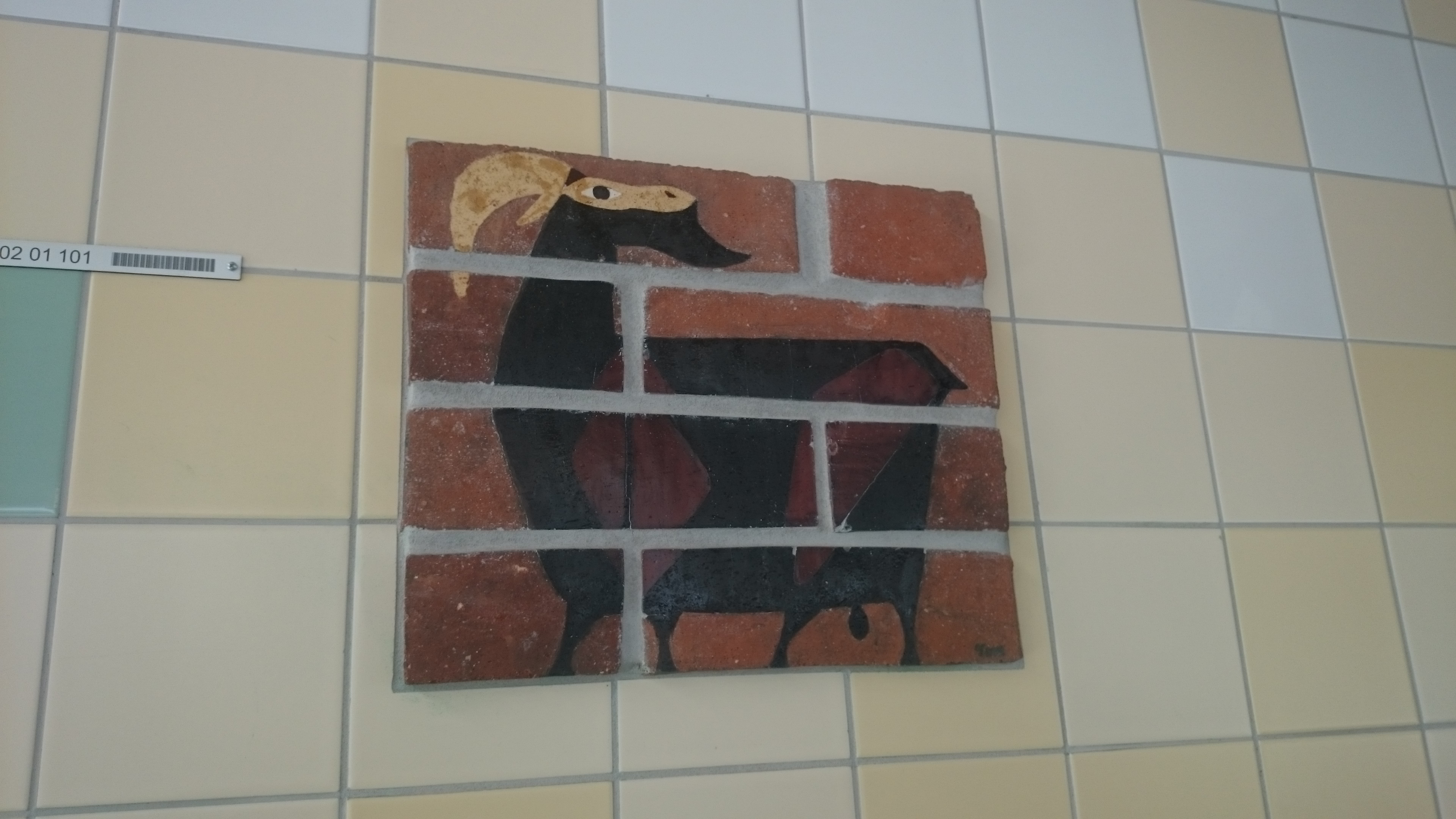
Tegeldekor av Tom Möller.
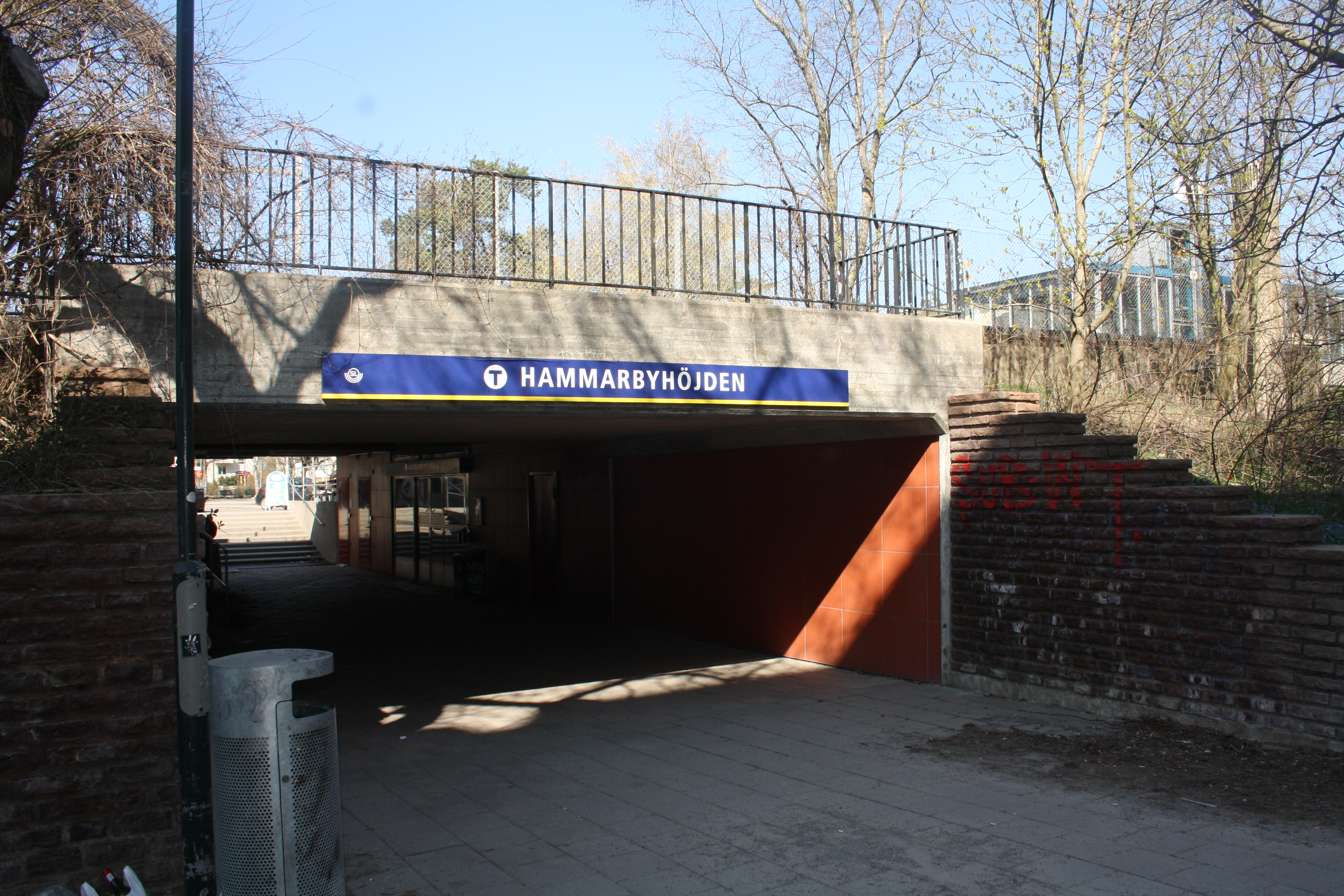
Stationséntre, april 2019.
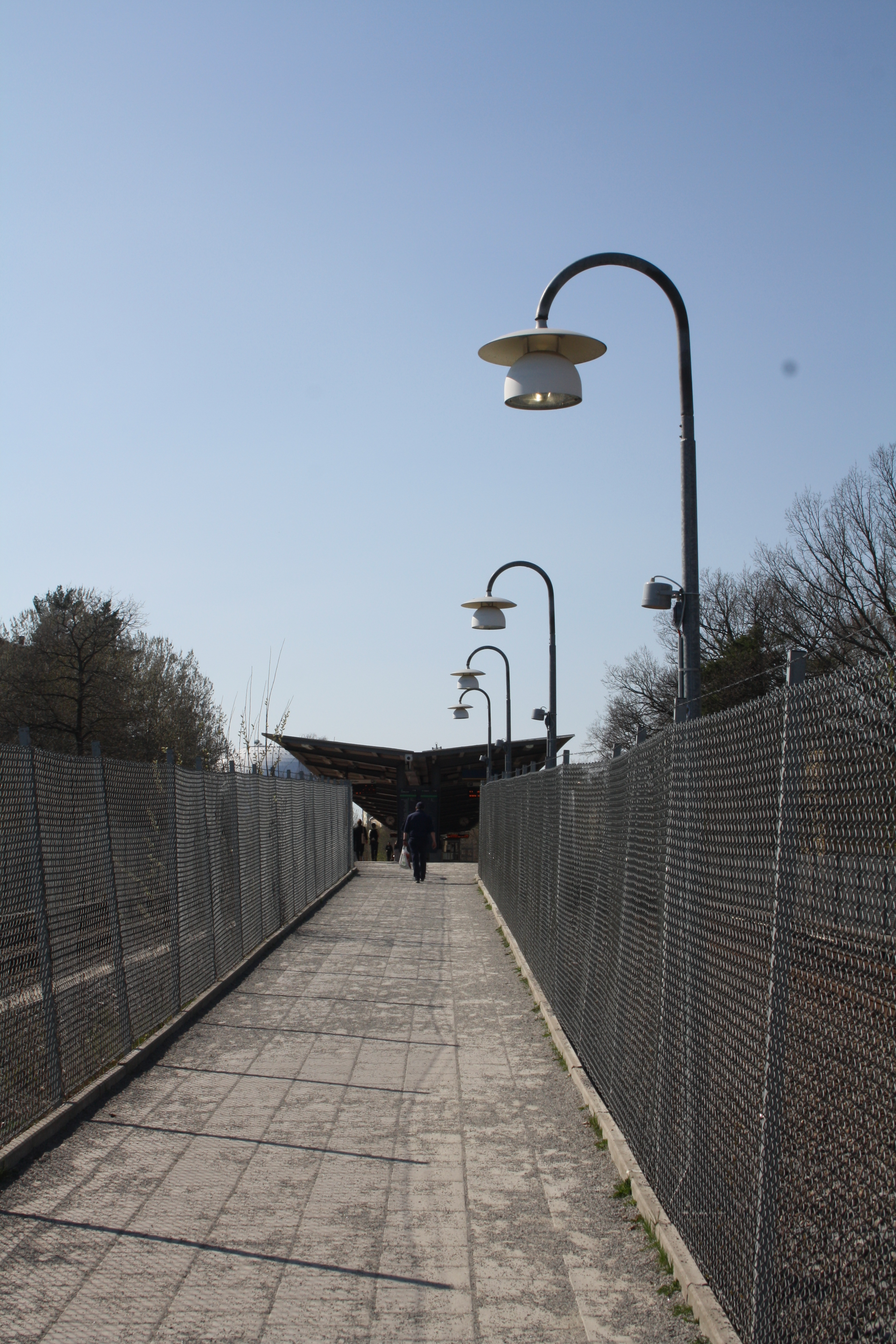
Gångväg till plattformen.
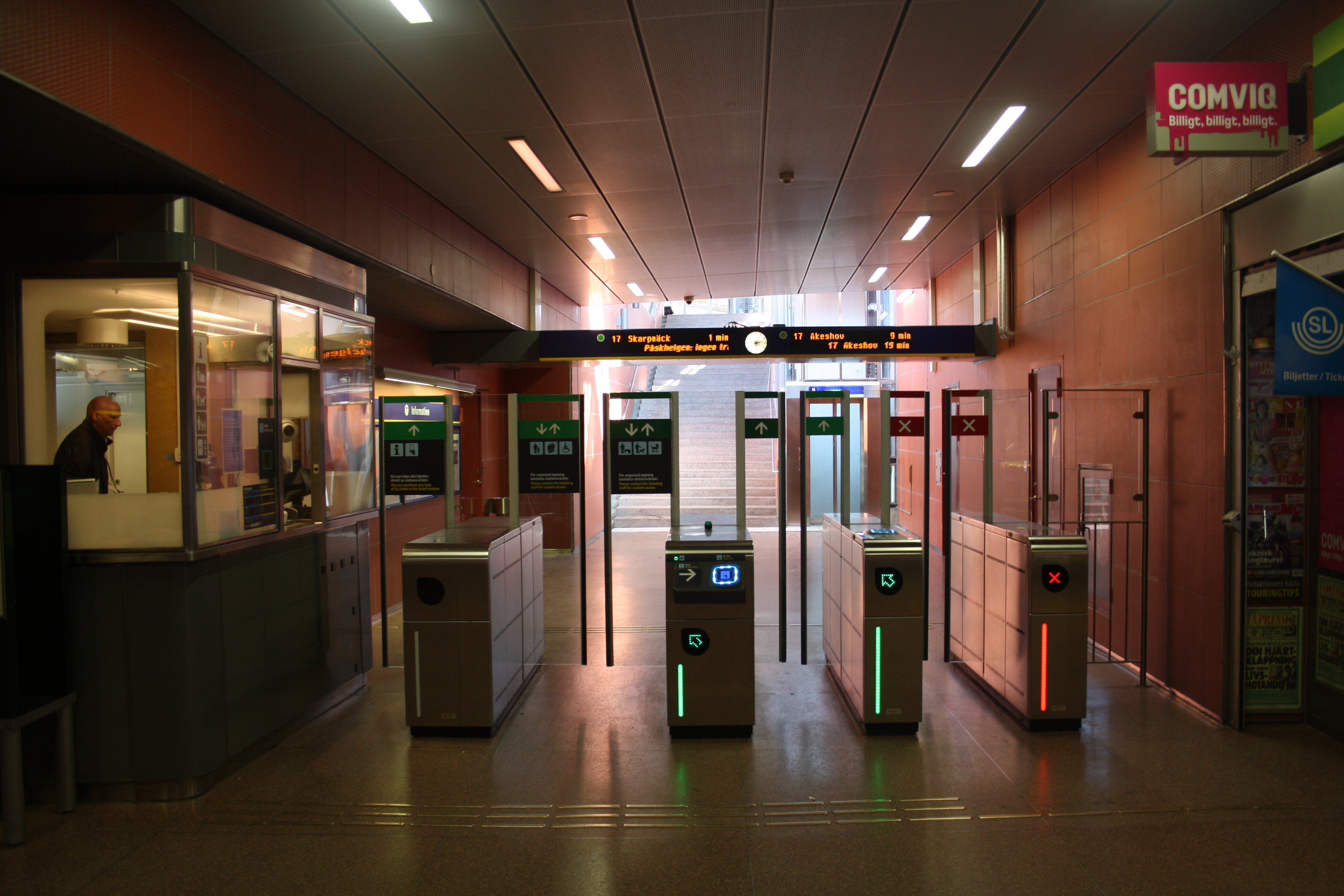
Biljetthallen
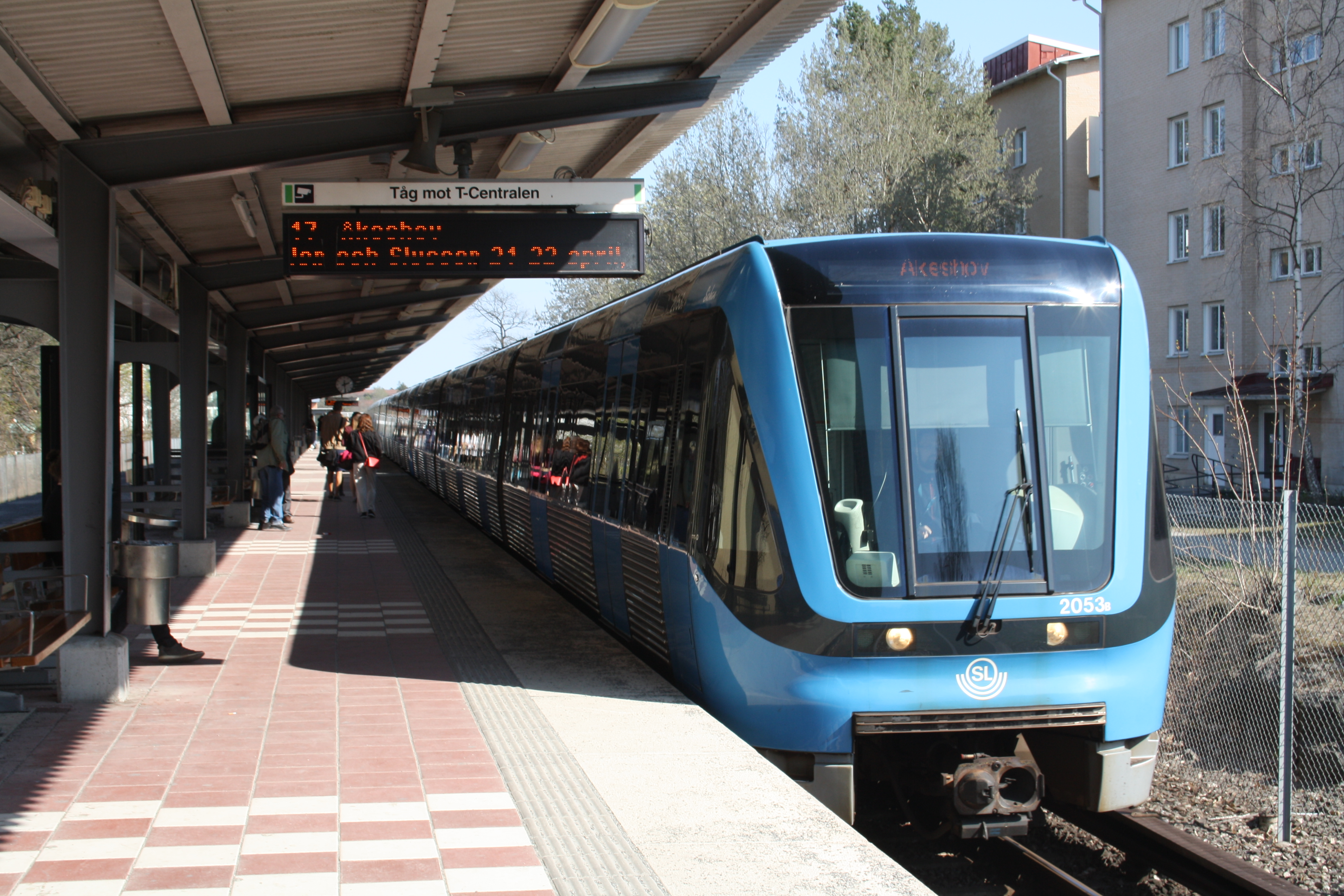
Perrongen.
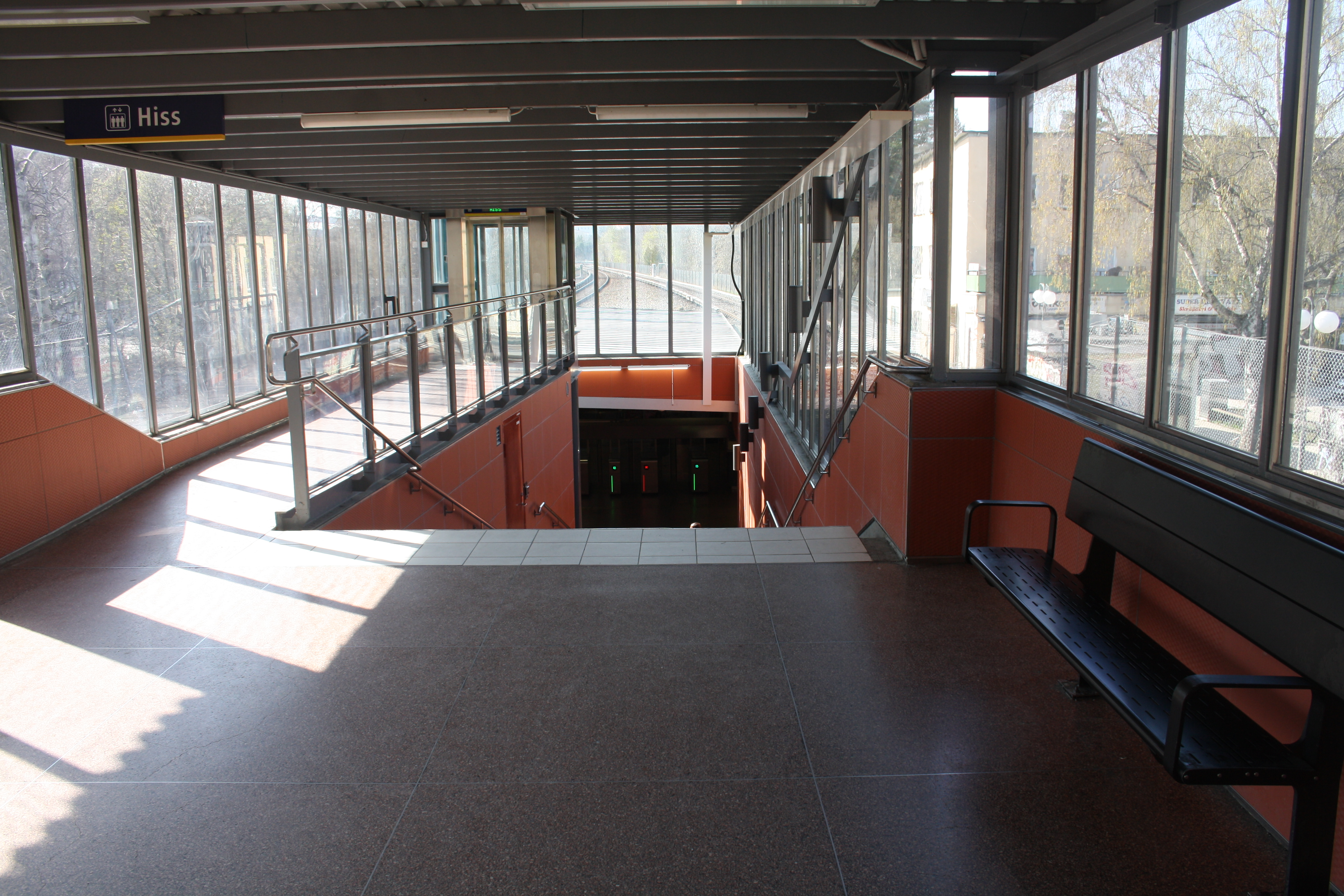
Vänthallen.